# Zenge (Einheit)
Zenge war in Olpe in Westfalen ein Kohlenmaß.
- 4 Zengen = 1 Karre
- 10 Zengen = 1 Fuder[1]

In anderen Regionen war es nur ¼ des Fuders, also
- 4 Zengen = 1 Fuder